# Monte Busca
Il monte Busca (740 m s.l.m.) è una montagna dell'Appennino tosco-romagnolo, situata in Romagna, nel comune di Tredozio tra l'alta val Montone e l'alta val Tramazzo, caratterizzato da una fontana ardente di metano attiva da prima del XVI secolo e chiamata impropriamente "vulcano". 

## La fontana ardente di metano
Una fontana ardente è una fuoriuscita di idrocarburi gassosi sprigionati dal terreno verso l'alto, che si incendiano spontaneamente a contatto con l'aria. Si tratta di un fenomeno diffuso in Romagna e nel Medio Oriente. Nel caso del monte Busca, si tratta di una fontana ardente di metano. Alla vista si presenta come un ammasso di pietre dalle quali escono fiammelle più o meno alte a seconda dei giorni e della forza del vento.

## Storia

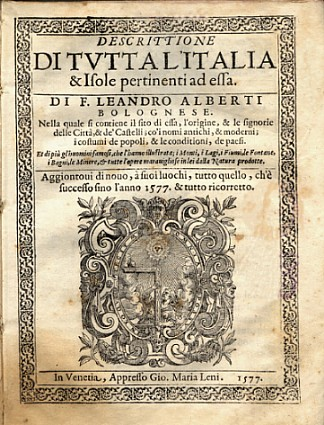
Copertina del libro Descrittione di tutta l'Italia (1577) di Leandro Alberti, dove è presente una delle prime descrizioni del "vulcano"

Uno dei primi riferimenti al "vulcano" è il libro di metà XVI secolo Descrittione di tutta l'Italia del frate domenicano bolognese Leandro Alberti.
(Leandro Alberti, Descrittione di tutta Italia)
Negli anni trenta del Novecento divenne proprietà della Società Idrocarburi Metano, che nel 1939 costruì una condotta e un edificio per lo sfruttamento del metano inaugurati da Mussolini. Caduto in disuso, il gas riprese a sgorgare nuovamente, ma da una nuova uscita, da allora rimasta attiva. Nel dopoguerra sul monte Busca venne condotta un'esplorazione preliminare di due anni per conto della società statunitense Macmillan Petroleum Corporation, ma gli studi non portarono a nessun nuovo sfruttamento del giacimento che venne completamente abbandonato. Nel 1975 ci fu l'ultima esplorazione da parte di una società petrolifera nei pressi del "vulcano" che perforò un pozzo ma non trovò giacimenti di rilievo economico e quindi sospese le ricerche.

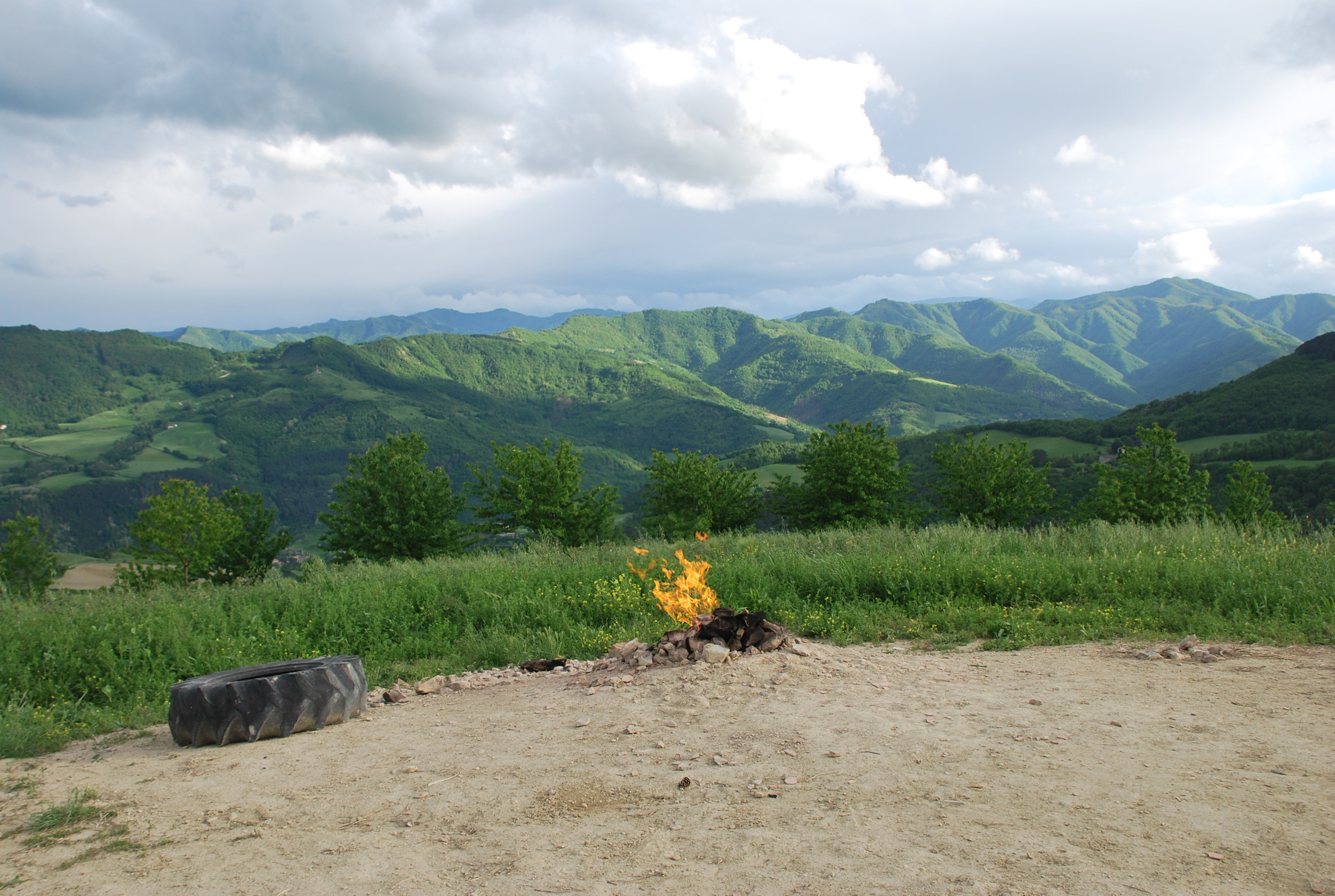
Panorama della fontana ardente del monte Busca